# Josefa González-Blanco Ortiz-Mena
Josefa González-Blanco Ortiz-Mena, née le 9 mars 1965 à Mexico, est une universitaire et femme politique mexicaine.  
Elle est nommée secrétaire à l'Environnement et aux Ressources naturelles au sein du gouvernement López Obrador, fonction qu'elle assume du 1er décembre 2018 au 25 mai 2019.

## Parcours
Elle est diplômée en droit de l'Université Anáhuac et a suivi une maîtrise en art à la John F. Kennedy University, en Californie.
Elle a travaillé pour l'Université nationale autonome du Mexique, où elle a enseigné les systèmes juridiques comparés, en tant que professeure. Elle y a été également secrétaire administrative du master de droit 
Elle a fait partie d'organisations écologistes anglaises développant des projets locaux et internationaux. Au Chiapas elle s'est notamment consacré à des projets de reforestation, de conservation, de sauvetage et de réintroduction de la faune sauvage au centre Aluxes Palenque. 
Elle a participé à un programme de réintroduction du ara rouge, ayant conduit au relâché de 114 individus en milieu sauvage. Elle a en outre participé au développement d'un centre de recyclage de plastique PET,.
Le 24 mai 2019 elle est au cœur d'une controverse, après qu'il a été révélé que, moyennant un appel téléphonique, elle a fait retarder de 38 min le décollage d'un avion de ligne d'Aeroméxico reliant Mexico à Mexicali car elle était en retard. Le lendemain elle présente sa démission au président, qui l'accepte. Certains analystes y voient aussi la conséquence de désaccords politiques avec le président. Elle est remplacée par Víctor Manuel Toledo Manzur.